# Pegaso (torpilleur)
Pour les articles homonymes, voir Pegaso.
Le Pegaso (fanion « PG ») était un torpilleur italien, navire de tête de la classe classe Orsa, lancé en 1937 pour la Marine royale italienne (en italien : Regia Marina).

## Conception et description
La Classe Orsa était une version agrandie des torpilleurs de la classe classe Spica afin d'avoir une plus grande autonomie et de pouvoir rester plus longtemps en mer. Par rapport au Spica, ils avaient un armement anti-sous-marin double, avec 4 lanceurs de charges de profondeur contre 2 sur les Spica, par rapport auquel ils étaient moins rapides.
Ces navires avaient une longueur totale de 82,5 mètres, une largeur de 9,69 mètres et un tirant d'eau de 3,74 mètres. Ils déplaçaient 840 tonnes à charge normale, et 1 575 tonnes à pleine charge. Leur effectif était de 154 officiers, sous-officiers et marins
Les Orsa étaient propulsés par deux turbines à vapeur à engrenages, chacune entraînant un arbre d'hélice et utilisant la vapeur fournie par deux chaudières. La puissance nominale des turbines était de 16 000 chevaux-vapeur (11 800 kW) pour une vitesse de 28 nœuds (51,86 km/h) en service. Ils avaient une autonomie de 5 100 milles nautiques (9 450 km) à une vitesse de 12 noeuds (22,2 km/h).
Leur batterie principale était composée de 2 canons 100/47 OTO Model 1937. La défense antiaérienne (AA) des navires de la classe Orsa était assurée par 4 mitrailleuses anti-aériennes Breda Model 1931 de 13,2 mm. Ils étaient équipés de 4 tubes lance-torpilles de 450 millimètres (21 pouces) dans deux supports jumelés au milieu du navire.  Les Orsa étaient également équipés de 4 lanceurs de charges de profondeur et d'un équipement pour le transport et la pose de 20 mines.

## Construction et mise en service
Le Pegaso est construit par le chantier naval Bacini & Scali Napoletani à Naples en Italie, et mis sur cale le 	27 avril 1936. Il est lancé le 21 avril 1937 et est achevé et mis en service le 31 mars 1938. Il est commissionné le même jour dans la Regia Marina.

## Histoire de service
Pendant sa période initiale de service, le navire subit une reclassification. Déjà en 1938, en fait, l'année de son entrée en service, le navire, initialement classé comme aviso d'escorte, est reclassé comme torpilleur.
À la date de l'entrée de l'Italie dans la Seconde Guerre mondiale (10 juin 1940), le Pegaso fait partie du VIe escadron de torpilleurs basé à Naples, qu'il formeavec ses navires-jumeaux (sister ships) Orsa, Procione et Orione. Plus tard, la formation est nommée XIVe escadron et IVe escadron.
Étant, avec les trois navires-jumeaux, l'un des très rares navires de la Regia Marina spécifiquement conçus pour la tâche d'escorter des convois (et pouvant passer de longues périodes en mer), le navire est utilisé intensivement pendant la guerre sur les routes d'Afrique du Nord.
Le 2 juillet 1940, le Procione, le Orsa, le Orione et le Pegaso escortent le Esperia et le Victoria. de Tripoli à Naples (aller-retour).
Le 6 juillet 1940, le Pegaso participe à l'escorte du premier grand convoi vers la Libye (opération appelée "TCM"). Partant de Naples à 19h45, le convoi est formé par les transports de troupes Esperia et Calitea (transportant respectivement 1 571 et 619 soldats) et par les modernes navires à moteur cargo Marco Foscarini, Francesco Barbaro - ce dernier ajouté le 7 juillet venant de Catane avec l'escorte des torpilleurs Abba et Pilo - et Vettor Pisani (dont la cargaison comprend au total 232 véhicules, 5 720 t de carburants et lubrifiants et 10 445 tonnes d'autres matériaux) . Avec les quatre unités du XIVe escadron de torpilleurs, les croiseurs légers Bande Nere et Colleoni et le Xe escadron de destroyers  (Maestrale, Grecale, Libeccio, Scirocco) escortent le convoi. Les navires atteignent Benghazi, leur port d'arrivée, sains et saufs le 8 juillet.
Le 19 juillet à six heures du matin, le Pegaso, avec les unités de son escadron, quitte Benghazi pour escorter sur la route du retour vers Naples un convoi composé des navires marchands Esperia, Calitea, Marco Foscarini, Francesco Barbaro et Vettor Pisani. Le convoi arrive sain et sauf dans le port napolitain, peu après minuit le 21 juillet.
Le 27 juillet, les torpilleurs Procione, Orsa, Orione et Pegaso servent d'escorte à un convoi naviguant de Naples à Tripoli pendant l'opération "Trasporto Veloce Lento" (le convoi est composé des navires marchands Maria Eugenia, Gloriastella, Mauly, Bainsizza, Col di Lana, Francesco Barbaro et Città di Bari). Renforcées en escorte par l'arrivée des destroyers Maestrale, Grecale, Libeccio et Scirocco, les unités arrivent au port sans dommage le 1er août, évitant même une attaque du sous-marin britannique HMS Oswald (N58) (attaque effectuée le 30 juillet).
Entre 1940 et 1941, le Pegaso, ainsi que ses navires-jumeaux, subissent des travaux, à la suite desquels les 8 mitrailleuses de 13,2 mm sont retirées et remplacées par 8 canons de 20/65 mm.
Le 4 janvier 1941, le Pegaso est attaqué par des bombardiers-torpilleurs britanniques alors que, partant de Tripoli, il escorte les transports Ezilda Croce et Pallade au large du Cap Bon . Le navire italien sortit indemne des attaques, arrivant ensuite à Palerme le 5 janvier; puis à Naples le 9 janvier).
Du 1er au 3 mars, le Pegaso, le Orione et un troisième torpilleur, le Clio, escortent un convoi (navires à vapeur Amsterdam, Castellon, Maritza et Ruhr) chargé de fournitures pour l'Afrika Korps de Naples à Tripoli. Le voyage se déroule sans encombre.
Du 5 au 7 mars, le Pegaso et le Orione, ainsi que le croiseur auxiliaire Ramb III, escortent le convoi de retour (Tripoli-Naples) des vapeurs Castellon, Ruhr et Maritza.
Du 4 au 5 mai, le navire escorte de Naples à Tripoli, avec les destroyers Vivaldi, da Noli et Malocello et les torpilleurs Orione et Cassiopea, un convoi composé des transports de troupes Victoria et Calitea et des cargos Andrea Gritti, Barbarigo, Sebastiano Venier, Marco Foscarini et Ankara.
Le 12 mai, le Pegaso quitte Tripoli pour escorter, avec les torpilleurs Orione et Clio, les vapeurs Maddalena Odero et Nicolò Odero. À 20h30 du même jour, au large des côtes de la Tripolitaine, le Pegaso bombarde avec des grenades sous-marines un sous-marin, voyant alors l'émergence d'une grande nappe de naphte. Dans cette attaque, le sous-marin britannique HMS Undaunted (N55) aurait pu être coulé, mais il aurait aussi pu sauter sur des mines,.
Le 24 mai à 4h40, il appareille de Naples et escorte, avec le destroyer Freccia et les torpilleurs Procione et Orsa, un convoi composé des transports de troupes Conte Rosso, Marco Polo, Esperia et Victoria. Il est ensuite rejoint par l'escorte indirecte de la IIIe division de croiseurs (Trieste et Bolzano) avec les destroyers Ascari, Corazziere et Lanciere, ainsi que, pendant une courte période (ils rentrent au port à 19h), par les torpilleurs Perseo, Calliope et Calatafimi. À 20h40, le sous-marin britannique HMS Upholder (P37), après avoir aperçu le convoi et s'en être approché, lance deux torpilles. Les torpilles touchent le Conte Rosso, qui coule en dix minutes, entraînant avec lui 1 297 hommes. Le Pegaso et les autres unités d'escorte sauvent les 1 432 survivants.
Le 26 mai, il appareille de Naples pour escorter vers Tripoli, avec les destroyers Vivaldi et Da Noli et les torpilleurs Cigno et Procione, les navires à moteur Andrea Gritti, Marco Foscarini, Sebastiano Venier, Rialto, Ankara et Barbarigo. Malgré les attaques aériennes, qui endommagent le Foscarini et le Venier, le convoi atteint sa destination le 28.
Le 14 juillet, il escorte de Tripoli à Naples, avec les destroyers Fuciliere, Alpino et Malocello et les torpilleurs Orsa et Procione, les transports Rialto, Andrea Gritti, Sebastiano Venier, Barbarigo et Ankara. Le sous-marin britannique HMS P33 torpille et coule le Barbarigo à la position géographique de 36° 27′ N, 11° 54′ E, étant ensuite sérieusement endommagé par la réaction de l'escorte, tandis que le reste du convoi atteint Naples le 16.
Le 17 août 1941, il fait partie, avec les destroyers Freccia, Euro et Dardo et les torpilleurs Procione et Sirtori, de l'escorte d'un convoi composé des transports Maddalena Odero, Nicolò Odero, Caffaro, Giulia, Marin Sanudo et Minatitlan. Le sous-marin hollandais HNLMS O 23 torpille le Maddalena Odero et le Pegaso, avec le Sirtori, assume l'escorte jusqu'à Lampedusa, mais le 18, le navire marchand est achevé par une attaque aérienne (les autres unités du convoi arrivent à Tripoli le 19).
Le 22 août, le Pegaso et le Cigno quittent Palerme pour escorter le transport militaire Lussin, le vapeur Alcione (en remorque du Lussin) et le pétrolier Alberto Fassio vers Tripoli. Le même jour, le sous-marin britannique HMS Upholder (P37) torpille et coule le Lussin au large du Cape San Vito.
Le 27 août, le torpilleur, parti de Trapani, est envoyé en renfort de l'escorte - destroyers Euro et Oriani et torpilleurs Orsa, Procione et Clio - d'un convoi formé par les vapeurs Ernesto et Aquitania, le navire à moteur Col di Lana et le pétrolier Pozarica, naviguant de Naples à Tripoli. Le même jour, le convoi est attaqué deux fois par le sous-marin HMS Urge (N17), qui manque le Pozarica mais endommage le Aquitania (qui doit retourner à Trapani assisté du Orsa), puis échappe à la réaction du Clio; les autres navires atteignent leur destination le 29.
Le 10 septembre, les torpilleurs Pegaso, Procione, Orsa et Circe (rejoints le 13 par le Perseo) et les destroyers Fulmine et Oriani quittent Naples pour escorter un convoi (les vapeurs Temben, Caffaro, Nicolò Odero, Nirvo, Giulia et Bainsizza) à destination de la Libye, qui le 12 septembre est attaqué par des avions britanniques Fairey Swordfish de la 830e escadron (830th Squadron) au nord-ouest de Tripoli. Le Caffaro coule à la position géographique de 34° 15′ N, 11° 54′ E, tandis que le Tembien et le Nicolò Odero sont endommagés. Ce dernier est achevé le lendemain à la position géographique de 32° 51′ N, 12° 18′ E par une autre attaque aérienne, après que le reste du convoi ait atteint Tripoli.
Le 29 septembre, le Pegaso et un autre torpilleur, le Calliope, quittent Naples en escortant les navires à vapeur Savona et Castellon à destination de Tripoli. Le 2 octobre, le convoi est attaqué par le sous-marin HMS Perseus (N36) qui tente sans succès de torpiller le Savona mais touche le Castellon, qui coule à la position géographique de 32° 30′ N, 19° 09′ E (environ dix milles nautiques (19 km) de Benghazi).
Le 4 novembre, le Pegaso appareille de Brindisi pour Benghazi en escortant les vapeurs Bosforo et Savona, mais quatre jours plus tard, après avoir quitté l'Adriatique, le convoi est fortement attaqué par l'aviation stationnée à Malte. Le Savona est endommagé et retourne à Brindisi, tandis que le Pegaso et le Bosforo se réparent temporairement à Pýlos, d'où ils repartent pour atteindre Benghazi le 12.
Le 20 novembre, le torpilleur quitte Benghazi pour escorter le pétrolier Berbera, et arrive à Pýlos quatre jours plus tard. Le 29 novembre, le Pegaso quitte le port grec en escortant, avec le torpilleur Aretusa, le pétrolier Volturno. Le même jour, le Volturno est endommagé par l'aviation maltaise et contraint de rentrer au port.
Le 13 décembre, dans le cadre de l'opération " M 41 ", le Pegaso quitte Tarente pour escorter vers Benghazi, avec les destroyers Pessagno et Usodimare, les navires à moteur Monginevro, Napoli et Vettor Pisani (l'opération " M 41 " est alors interrompue).
Le 16 décembre, il appareille de Tarente (opération "M 42") pour escorter en Libye, avec le destroyer Saetta, le convoi "N", composé par le navire à moteur allemand Ankara. Après avoir navigué en groupe avec le convoi "L" dirigé vers Tripoli (3 navires à moteur et 6 destroyers) le 18, les deux navires, au large de Misrata, se séparent de la formation et se dirigent vers Benghazi,.
Certaines sources attribuent à une action avec des grenades sous-marines par le Pegaso le naufrage du célèbre sous-marin britannique HMS Upholder, le plus réussi des sous-marins britanniques, la plupart contre des unités de la Regia Marina,. À quatre heures de l'après-midi du 16 avril 1942, en effet, le Pegaso, commandé par le capitaine de corvette (capitano di corvetta) Francesco Acton, reçoit un rapport d'un hydravion CANT Z.506 de la 170e escadrille du 83e groupe de reconnaissance maritime d'Augusta, qui prétend avoir aperçu un sillage, probablement produit par le périscope d'un sous-marin,. Le Pegaso passe alors à l'attaque, croyant avoir coulé le HMS Upholder à la position géographique de 34° 47′ N, 15° 55′ E,. En réalité, des recherches récentes ont plutôt établi que le pilote de l'avion lui-même s'était rendu compte, même si tardivement, que le sillage n'appartenait pas au périscope d'une unité de plongée, mais à des dauphins, et que la chasse du Pegaso avait été dirigée par erreur contre eux,. Considérant également que le HMS Upholder pouvait difficilement se trouver à l'endroit où l'attaque des torpilleurs a eu lieu, il est plus probable que le sous-marin ait été coulé par des avions allemands le 14 avril, ou qu'il ait sauté sur des mines entre le 11 et le 12 avril,.
Le 4 juillet, le Pegaso escorte un convoi de trois navires marchands dans le golfe de Syrte lorsqu'il est attaqué par le sous-marin britannique HMS Turbulent (N98): aucun navire n'est touché, et de même le torpilleur, malgré la violente réaction des grenades sous-marines, ne parvient pas à toucher le sous-marin ennemi.

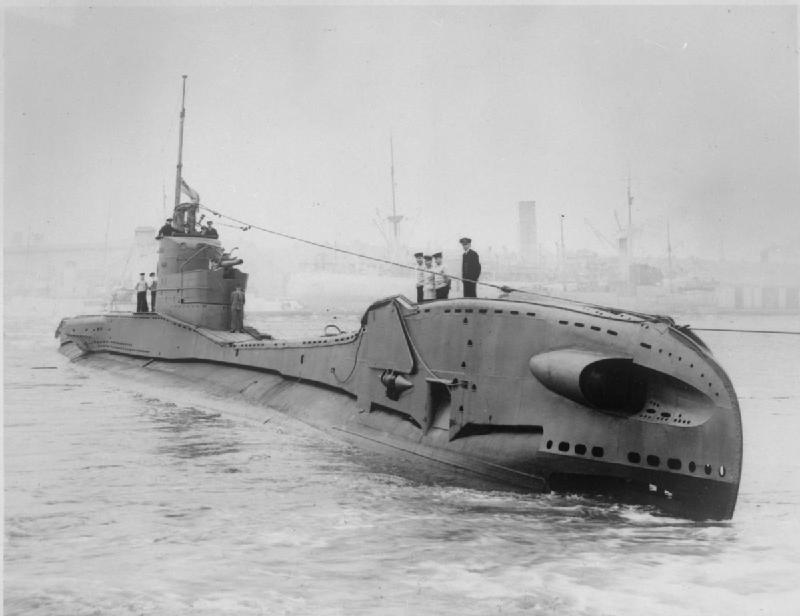
Le sous-marin britannique, coulé par le Pegaso le 6 août 1942

À 12h30, le 6 août 1942, le Pegaso escorte un convoi à environ 30 milles nautiques (55 km) au sud-ouest de l'îlot de Gaudo (Crète) lorsque, depuis le torpilleur, il aperçoit un avion d'escorte aérienne qui semble vouloir mitrailler la surface de la mer. Quatre minutes plus tard, le Pegaso détecte un sous-marin en train de s'immerger et effectue sept passages en larguant des grenades sous-marines avant de perdre le contact: le résultat probable de cette action est le naufrage, à la position géographique de 34° 25′ N, 22° 36′ E, sans survivants, du sous-marin britannique HMS Thorn (N11),.
Le 19 octobre, le Pegaso (sous le commandement du lieutenant de vaisseau (tenente di vascello) Gian Luigi Sironi) escorte un convoi de Naples à Tripoli quand, à 12h58, le vapeur Beppe est torpillé par le sous-marin britannique HMS Unbending (P37) ou par des avions. Le Pegaso, alors que l'attaque fait encore rage, prend le navire en détresse en remorque et le remorque jusqu'à Pantelleria, le mettant à l'abri des batteries antiaériennes. À ce moment-là, cependant, un bombardier-torpilleur attaque en venant des collines de l'île et coule le Beppe, anéantissant tous les efforts.
En 1943, le Pegaso est reclassé comme torpilleur d'escorte. À la suite de nouveaux travaux, le navire est également équipé de trois canons supplémentaires de 20/70 mm.
Le 20 février 1943, le Pegaso est envoyé pour renforcer l'escorte du pétrolier Thorsheimer (chargé de 13 000 tonnes de carburant) et du vapeur Fabriano (avec des troupes et 1 700 tonnes de provisions et de munitions à bord), qui quittent Naples pour Bizerte avec la protection des torpilleurs Animoso et Orione. À 19h40 ce jour-là, le convoi évite sans dommage une première attaque de bombardiers-torpilleurs, mais lors de l'escale suivante à Trapani, une attaque aérienne nocturne touche le Fabriano, l'obligeant à rester au port. Le pétrolier avec les trois torpilleurs d'escorte part le matin du 21 mais peu après son départ, il est mitraillé par des avions, blessant mortellement le commandant mais n'endommageant pas sérieusement quoi que ce soit. Ensuite une puissante escorte de 14 avions (10 chasseurs de la Luftwaffe et 4 hydravions de la Regia Aeronautica) arrive. À 14h25, à une vingtaine de milles nautiques (37 km) au sud de Marettimo, le convoi est attaqué par huit bombardiers britanniques, escortés par 12 chasseurs. Touché par deux bombes (dont l'une n'explose cependant pas), le Thorsheimer est immobilisé avec un incendie à bord. Le Pegaso et le Animoso portent assistance au navire en détresse, tandis que le Orione sauve l'équipage et se dirige vers Trapani. Au même moment, deux remorqueurs sont envoyés du port sicilien pour remorquer le pétrolier. Pendant l'attente, cependant, vers huit heures du soir, une formation de bombardiers-torpilleurs attaque le Thorsheimer. Après un violent affrontement au cours duquel trois avions alliés (deux par les torpilleurs et un par l'escorte aérienne) et deux avions de l'Axe (un Junkers Ju 88 allemand et un CANT Z.506 italien) sont abattus, le pétrolier est touché par une ou plusieurs torpilles et explose.
Le 3 mars, lors d'une escorte avec une mer de force 8 au large de Favignana, le Pegaso éperonne accidentellement la corvette Antilope. Dans la collision, les deux navires sont endommagés. Le Pegaso, en particulier, retourne d'abord à Trapani, puis, après quelques réparations d'urgence, est transféré à Venise, où en avril 1943 il est soumis à des travaux de remplacement de l'étrave (l'étrave d'une corvette en construction à Monfalcone est transférée et utilisée). Pendant ces travaux le torpilleur est également privé de son échogoniomètre (transféré à la corvette Folaga)
En septembre 1943, le Pegaso, sous le commandement du capitaine de frégate (capitano di fregata) Riccardo Imperial, est chef d'escadron du groupe de torpilleurs de La Spezia, auquel appartiennent également les torpilleurs Impetuoso, Libra, Orsa, Ardimentoso et Orione.

### Armistice
Après l'annonce de l'armistice (Armistice de Cassibile), au petit matin du 9 septembre 1943, le navire, sous le commandement du capitaine de frégate Riccardo Imperiali di Francavilla, appareille de La Spezia avec les torpilleurs Orsa, Orione, Ardimentoso et Impetuoso, suivis une heure plus tard, par le reste de l'escadre navale (cuirassés Italia, Vittorio Veneto et Roma, croiseurs légers Attilio Regolo, Eugenio di Savoia, Montecuccoli, destroyers Artigliere, Fuciliere, Legionario, Carabiniere, Mitragliere, Velite, Grecale, Oriani) pour faire route vers La Maddalena,. Le départ se fait dans une telle précipitation que les officiers de ravitaillement du Pegaso sont restés à terre. À 8h40, les cinq torpilleurs aperçoivent l'escadron de combat (qui, à 6h15, est rejoint par les croiseurs Duca d'Aosta, Duca degli Abruzzi et Garibaldi et le torpilleur Libra, venant de Gênes), se plaçant à l'avant-garde de celui-ci, et à 10h30, après avoir aperçu des éclaireurs allemands, ils le rejoignent, avançant en zigzag. Pendant ce temps, vers 9 heures, un dysfonctionnement sur le Pegaso  met hors service l'équipement radio à ondes ultra-courtes, ce qui provoque ensuite la perte de contact avec le Orione, le Libra ee le Ardimentoso. Peu après midi, les torpilleurs arrivent dans les eaux de La Maddalena, mais à ce moment-là, le Pegaso reçoit une information en morse, par le biais du phare de Capo Testa, que la base est occupée par les Allemands. Les navires doivent faire demi-tour avec le reste de la flotte, qui se dirige vers le nord de l'Asinara. À 15h15 le 9 septembre, cependant, la formation est attaquée par des bombardiers allemands Dornier Do 217. Le cuirassé Italia est d'abord légèrement endommagé par une bombe tombée près de la coque, puis, à 15h42, le cuirassé Roma est atteint par une bombe planante Fx 1400 Fritz X qui, après avoir transpercé tous les ponts, explose sous la quille en causant de graves dommages dont un trou dans la coque, des dommages à l'artillerie anti-aérienne et une salle des machines hors d'usage (avec réduction de la vitesse à 16 nœuds (29,6 km/h)). Dix minutes plus tard, le même navire est touché par une seconde bombe en correspondance d'un dépôt de munitions. Dévasté par une déflagration colossale, le Roma chavire et coule, se brisant en deux, en 19 minutes, emportant 13 93 hommes avec lui.
À 16h09, les torpilleurs Pegaso, Impetuoso et Orsa sont envoyés, avec les destroyers Mitragliere, Fuciliere et Carabiniere et le croiseur Attilio Regolo, au secours du navire en perdition. Le Impetuoso récupère 47 survivants, le Orsa et le Pegaso 55, le Regolo 17, les trois destroyers sauvant au total 503 hommes. Après avoir vainement cherché d'autres survivants à la surface de la mer, les trois torpilleurs se dirigent vers le nord-ouest, mais à 19h00, ils sont attaqués par un groupe de destroyers et de bombardiers allemands, qui les mitraillent et les bombardent. Manœuvrant à grande vitesse et tirant avec tout leur armement anti-aérien, les trois navires, évitant de justesse plusieurs bombes, sortent presque indemnes de l'attaque à 20h30. Le Pegaso et le Impetuoso abattent trois ou quatre avions allemands avec leurs mitrailleuses, réduisant ainsi les munitions anti-aériennes à moins de la moitié. Le Pegaso transporte également quatre marins allemands opérant une quadruple mitrailleuse, qui devaient tirer sur leur propre avion. Les colonnes d'eau produites par les munitions qui finissent dans la mer se déversent souvent à bord du navire, allant jusqu'à inonder les chaufferies par les conduits de ventilation. Dans les heures qui suivent, les trois torpilleurs, laissés isolés et sans ordres, tentent de rejoindre l'escadre italienne, sans savoir où elle se trouve, ils essaient sans succès de secourir le destroyer Vivaldi, puis, à 1h30 du matin le 10 septembre, le Pegaso et le Impetuoso se dirigent vers les îles Baléares, où se trouve déjà le Orsa, qui est presque à court de carburant. Pendant ce temps, le Pegaso et le Impetuoso demandent à plusieurs reprises des informations par radio à Supermarina et aux autres unités de l'escadron, mais ne reçoivent aucune réponse. À 7h50, un éclaireur allemand est aperçu, et à 8h37, un message est reçu du Supermarina leur ordonnant de se diriger vers Bona, mais étant donné le retard dans les communications, qui rende incertaine la véracité de l'ordre, la présence de blessés graves à bord et le fait qu'ils ont déjà atteint les environs de Minorque, les commandants des deux navires prennent la décision de continuer, et à 11h15, ils se sabordent dans la baie de Pollenza.

### Le sabordage
Après avoir débarqué les blessés, entre minuit et 2 heures du matin le 11 septembre, le Pegaso et le Impetuoso partent se saborder: les commandants des deux navires, les capitaines de frégate Riccardo Imperiali di Francavilla et Giuseppe Cigala Fulgosi, en accord avec les équipages, ont en effet pris cette décision afin de ne pas avoir à livrer les navires aux Alliés (conséquence évidente de l'internement prévisible aux Baléares) ou aux allemands. Les torpilleurs s'arrêtent au milieu de la baie où ils descendent toutes les embarcations, puis, avec des équipages réduits au minimum (17 hommes sur le Pegaso et 10-11 sur le Impetuoso), ils continuent jusqu'à atteindre des profondeurs d'eau de plus de cent mètres, suffisantes pour empêcher une récupération des deux unités. Puis - entre cinq et six heures du matin du 11 septembre 1943 - le drapeau de combat est hissé, les documents secrets détruits et les hublots, les sas et les vannes de mer ouverts (une autre mesure prise sur le Pegaso est de verser tout le carburant restant dans les réservoirs bâbord, afin de favoriser la gîte), après quoi les commandants et les hommes restés à bord prennent  place dans les deux seuls canots de sauvetage restants. Après environ une heure d'agonie, le Pegaso et le Impetuoso coulent en poupe, l'un après l'autre. Le Pegaso est le premier à disparaître sous la surface, chavirant sur le côté bâbord, plongeant la poupe et cabrant la proue (qui se brise au niveau du canon avant, plus ou moins là où il avait été remplacé quelques mois auparavant). Le naufrage dure 56 minute. Le canot de sauvetage du Pegaso est remorqué jusqu'au rivage par un bateau de pêche espagnol.
Les équipages des deux navires sont internés pendant dix mois par les autorités espagnoles dans les îles Baléares, étant forcés de travailler avec peu de nourriture.
L'épave du Pegaso, repérée pour la première fois par un pêcheur de corail en 1986, a été retrouvée et identifiée en 2001. Le navire repose sur un fond marin de 95 mètres de profondeur, couché sur le côté bâbord, orienté à 160°, avec la zone de la proue et l'extrême poupe plutôt endommagée.

## Sources
- (it) Cet article est partiellement ou en totalité issu de l’article de Wikipédia en italien intitulé « Pegaso (torpediniera) » (voir la liste des auteurs).